# Actinodaphne menghaiensis
Actinodaphne menghaiensis là loài thực vật có hoa trong họ Nguyệt quế. Loài này được J.Li mô tả khoa học đầu tiên năm 2005.